# František Novotný (houslista)
František Novotný (* 28. března 1964 Znojmo) je český houslista.

## Život
V rodném Znojmě začal navštěvovat LŠU (dnešní Základní umělecká škola Znojmo) u Ladislava Pospíchala. Ve studiích hry na housle pokračoval na brněnské konzervatoři pod vedením Bohumila Kotmela st. a na Janáčkově akademii múzických umění (JAMU) v Brně ve třídě Bohumila Smejkala, kde studium dokončil v roce 1989. V zahraničí studoval u virtuosů a pedagogů Zakhara Brona a Viktora Treťjakova.
Spolu se sólistickou činností se věnuje také výuce mladých talentů. Působí jako profesor houslové hry na Hudební fakultě JAMU, kde byl rektorem jmenován do Umělecké rady, pravidelně učí i na mistrovských kurzech (Česko, Japonsko, USA) a je zván do porot mezinárodních houslových soutěží.

## Ocenění
- Cena italské rozhlasové a televizní společnosti RAI
- Medaile H. Wieniawského
- Soutěž P. I. Čajkovského Moskva
- Concertino Praga
- Beethovenova soutěž v Hradci nad Moravicí
- Mezinárodní hudební soutěž Pražské jaro
- Premio Paganini Janov